# O que É Fascismo? E Outros Ensaios
"O que é Fascismo? E outros ensaios" é um livro que compila ensaios do escritor britânico George Orwell publicado pela editora Companhia das Letras em 2017. 

## Livro
O livro compila ensaios de Orwell feitos entre os anos de 1938 a 1948 que falam sobre diversos assuntos como fascismo, socialismo, guerra fria e resenhas críticas escritas pelo britânico que foram publicados em periódicos e jornais. 
Ao todo são vinte e quatro textos em sua maioria inéditas no Brasil.